# International Cartographic Association
De International Cartographic Association (ICA) (Association Cartographique Internationale, ACI) is een organisatie gevormd uit nationale organisaties, om een forum te bieden voor problemen en technieken in cartografie en geografische informatiewetenschap (GIScience). ICA werd opgericht op 9 juni 1959 in Bern, Zwitserland. De eerste Algemene Vergadering werd gehouden in Parijs in 1961. De missie van de International Cartographic Association is om de disciplines en beroepen van cartografie en GIScience in een internationale context te promoten. Om deze doelen te bereiken werkt de ICA samen met nationale en internationale overheids- en commerciële instanties en met andere internationale wetenschappelijke verenigingen.

## Geschiedenis
Gedurende haar meer dan 50-jarige geschiedenis heeft ICA onderzoekers, karteringsbureaus van de overheid, commerciële cartografische uitgevers, softwareontwikkelaars, onderwijzers, aard- en milieuwetenschappers en mensen met een passie voor kaarten samengebracht. De cartografische wereld is sinds 1959 aanzienlijk veranderd - de rol en impact van ICA is standvastig geweest. Cornelis Koeman was in 1959 een van de vertegenwoordigers van Nederland bij de oprichtingsvergadering van de ICA. Ferdinand Jan Ormeling Sr. (1968-1976) en zijn zoon Ferjan Ormeling (1999-2007) waren Secretaris-generaal en Penningmeester. Ferdinand Jan Ormeling Sr. (1976-1984) en Menno-Jan Kraak (2015-2019) waren President.

## Commissies
Om het internationale cartografische werk te coördineren zijn er commissies en werkgroepen opgericht. Deze worden voorgezeten door experts op een specifiek gebied van cartografie en bestaan uit leden uit de internationale Cartografie- en GIScience-gemeenschap.

## Onderscheidingen
De Carl Mannerfelt Gold Medal eert cartografen van uitzonderlijke verdienste die belangrijke bijdragen van originele aard hebben geleverd op het gebied van cartografie. Het wordt slechts in zeldzame gevallen toegekend. De prijs is vernoemd naar de Zweedse cartograaf Carl Mannerfelt, die in 1981 de naar hem genoemde prijs won. Zowel Ferdinand Jan Ormeling Sr. (1987) als Ferjan Ormeling (2009) zijn één van de 15 personen, die deze in de loop der tijd hebben mogen ontvangen.

## Publicaties
Het officiële tijdschrift is het International Journal of Cartography (ISSN 2372–9333; online ISSN 2372–9341). Het heeft ook drie aangesloten tijdschriften:
- The Cartographic Journal (ISSN 0008-7041; online ISSN 1743-2774)
- Cartographica (ISSN 0317-7173; online ISSN 1911-9925)
- Cartography and Geographic Information Science (ISSN 1523-0406; online ISSN 1545-0465)